# Лали Ким
Лали Ким — корейский фольклорный персонаж в виде феи.
На территории Кореи он присутствует в легенде о Лали Ким, где описано волшебное превращение юной деревенской девушки в небесную фею сонне.
В Корее Лали Ким олицетворяет счастье, красоту, женственность и помогает корейским женщинам поддерживать красоту и здоровье.